# Manuel de Argüelles

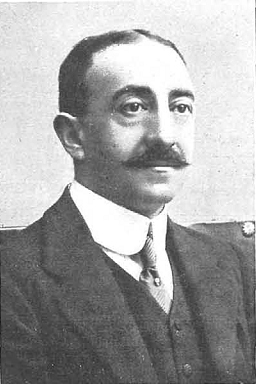
Manuel de Argüelles

Manuel de Argüelles y Argüelles (Madrid, 1875-1945) fue un abogado, político y banquero español, ministro de Hacienda y de ministro de Fomento durante el reinado de Alfonso XIII, vicepresidente del Banco Español de Crédito y fundador de una dinastía de banqueros que influyeron en la vida empresarial española hasta finales del siglo XX desde diversos cargos del grupo Banesto.

## Biografía
De hidalgo linaje del Oriente de Asturias, Manuel de Argüelles nació en Madrid el 10 de noviembre de 1875. Fueron sus padres Manuel María de Argüelles y Frera, comandante de Ingenieros que combatió a los revolucionarios del 68 y a los carlistas, y María Emilia de Argüelles y de la Torre, su mujer, naturales ambos del concejo de Piloña y descendientes respectivamente de la casa del Barredo y del palacio de Las Huelgas.
De su madre heredó el palacio de Cangas Vega en Caravia, que en 1971 sería trasladado por sus descendientes y reconstruido en Abeo, otra finca familiar sita en el concejo de Ribadesella. Su familia materna era de tradición política liberal: Antonio de Argüelles y Cangas, su abuelo, señor de las casas de Las Huelgas y Cangas Vega, fue diputado a Cortes por Infiesto de 1846 a 1858; Antonio de Argüelles Mier, su tío bisabuelo, lo fue en las Constituyentes de 1836, y también fue pariente suyo el famoso tribuno Agustín de Argüelles el Divino.
En 1892 terminó el bachillerato en el Real Colegio de Alfonso XII de San Lorenzo de El Escorial e inició los estudios de Derecho en el María Cristina del mismo real sitio. Los continuó en Oviedo, se licenció in utroque jure por la Universidad Central de Madrid y ejerció la abogacía.
Desde su juventud se interesó por la política, afiliándose al Partido Conservador. En 1907 fue elegido diputado a Cortes por el distrito de Infiesto, el mismo por el que lo fue varias veces su abuelo. Y desde entonces obtuvo el mismo escaño en todas las elecciones que se celebraron hasta 1923.
Hizo una brillante carrera administrativa en el Ministerio de Hacienda. En 1914 fue nombrado director general de la Propiedad por el conde de Bugallal, y siguió a cargo de esta dirección general con los siguientes ministros hasta que en 1919 pasó a la de Aduanas, nombrado de nuevo por Bugallal. Y en 1920 fue promovido a subsecretario por Domínguez Pascual, a quien sucedería al frente del ministerio.
Fue ministro de Hacienda entre el 13 de marzo y el 7 de julio de 1921, en gobiernos presididos por Dato y Allendesalazar, y ministro de Fomento entre el 8 de marzo y el 4 de diciembre de 1922 en el gabinete que presidió Sánchez Guerra.  
Durante la dictadura de Primo de Rivera abandonó temporalmente la política y se dedicó a las finanzas como censor del Banco Español de Crédito. Había entrando en el accionariado de esta entidad en 1916, y desde octubre de 1925 tomó asiento en el consejo de administración. 
Con la Dictablanda, volvió a ser ministro de Hacienda desde el 30 de enero hasta el 20 de agosto de 1930, en el gobierno presidido por el General Berenguer, y durante unos días simultaneó esta cartera con la de Economía Nacional. Argüelles había criticado duramente la política económica heterodoxa de Calvo Sotelo, su predecesor en el cargo, y al asumir la dirección de la política fiscal volvió al rigor presupuestario, paralizando las inversiones del Estado para tratar de enjugar el déficit. En el momento en que España sufría el impacto del crac del 29, esta política restrictiva resultó en un frenazo de la actividad económica: lo que se ha dado en llamar el error Argüelles. Además, liberalizó el control de cambios, quedando la peseta a merced de ataques especulativos que hundieron su cotización.
Tras cesar como ministro volvió al consejo del Banco Español de Crédito, incorporándose a la comisión ejecutiva en 1933. Fue consejero de varias filiales y participadas, y ocupó el cargo de vicepresidente desde mayo de 1942 hasta su fallecimiento, ocurrido en Madrid el 10 de diciembre de 1945.
Fue también Consejero de Estado, caballero de Calatrava y gran cruz de Isabel la Católica. 
Sus descendientes —los Argüelles— llegaron a ser una de las cuatro grandes familias que dominaron el Banesto hasta finales del siglo XX, ocupando altos puestos en el consejo y en la línea ejecutiva del banco, así como presidencias y vocalías de empresas del grupo (aunque nunca la presidencia de la matriz).
| Predecesor: Lorenzo Domínguez Pascual | Ministro de Hacienda 1921          | Sucesor: Mariano Ordóñez García   |
| Predecesor: José Maestre Pérez        | Ministro de Fomento 1922           | Sucesor: Luis Rodríguez de Viguri |
| Predecesor: Francisco Moreno Zulueta  | Ministro de Hacienda 1930          | Sucesor: Julio Wais San Martín    |
| Predecesor: Sebastián Castedo Palero  | Ministro de Economía Nacional 1930 | Sucesor: Julio Wais San Martín    |

## Matrimonios y descendencia
Casó en Gijón el 5 de septiembre de 1902 con María del Carmen Josefa de Armada y de los Ríos-Enríquez, nacida en dicha villa el 12 de abril de 1878, hija de Álvaro de Armada y Fernández de Córdoba, VI conde de Revillagigedo y IV de Güemes, grande de España, VIII marqués de Santa Cruz de Rivadulla y VI de San Esteban, XVII adelantado de la Florida, coronel honorario de Artillería, caballero de Montesa y maestrante de Valencia, gentilhombre de Cámara de S.M. con ejercicio y servidumbre, nacido en su palacio de Gijón, y de María del Carmen Rafaela de los Ríos Enríquez y Miranda de Grado, dama noble de María Luisa, natural de Madrid y de noble ascendencia asturiana.
Y tras enviudar de Josefa, casó en segundas nupcias con María de la Concepción de Ulloa y Fernández Durán, de quien no tuvo prole, viuda de su cuñado el VII conde de Revillagigedo. Era dama de la Reina y de la Orden de María Luisa y había nacido en Madrid el 15 de octubre de 1891, hija de Gonzalo de Ulloa y Calderón, X conde de Adanero, y de Josefa Lucía Fernández Durán y Caballero, hija a su vez de los marqueses de Perales del Río y también dama noble de María Luisa.
De la primera tuvo cuatro hijos:
- María Teresa de Argüelles y Armada casada con Carlos Fernández de Henestrosa y Le Motheux, 11  marqués de Villadarias

- Jaime Argüelles y Armada, casado con Margarita Salaverría Galárraga

- Josefa de Argüelles y Armada, casada con Miguel González de Castejón y Chacón

- Isabel de Argüelles y Armada, casada con Miguel Iturralde y Orbegoso